# Йордан Брадата
Йордан Хаджииванов Разсуканов, повече известен като хаджи Йордан Брадата, е виден участник във Велчовата завера. Негов внук е Йордан Брадел – лекар и член на Българското книжовно дружество (днес Българска академия на науките).

## Биография
Йордан Брадата е родом от град Елена, произхожда от известен и богат местен род – син е на хаджи Иван, кмет на града. Той започва да се занимава с търговска дейност, като търгува с коприна, и така разширява богатството и влиянието си. На свое дворно място построява малка църква и я освещава с името „Рождество Пресвети Богородици“, като пристройките към нея служат за девически манастир.
Деловите му усилия и търговски контакти го формират като личност с отношение и към духовно-просветния живот. Той е в близки връзки с Андрей Попдойнов, очевидно влияние му оказва активното таксидиотско присъствие в Елена на монасите от Хилендарския манастир, сред които през 20-30-те години на XIX век се откроява фигурата на Никандър – изповедник в еленския метох, скромен книжовник и килиен учител.
Независимо от доброто си материално състояние и ролята си на селски чорбаджия, х. Йордан Брадата проявява активност в насоките на гражданско-политическия живот и на зараждащата се съпротива срещу поробителя. Сериозни са основанията да се третира като съзаклятник по време на Гръцката завера през 1821 година еленчанинът Ст. Бобчев твърди, че е бил близък на Сава Бинбаши. Тогава хаджи Йордан не се нарежда сред жертвите, но по всяка вероятност заподозрян и преследван, след потушаването ѝ, взема решение да напусне Елена и да замине за Света гора. Тук той се замонашва под името Йезекиил. Непонятното е, че не постъпва в някой от българските манастири или скитове, а в авторитетната лавра „Ивер“ – населена предимно с монаси-руснаци. Съпругата му постъпва по същия начин и става монахиня в учредения преди това девически манастир към църквата „Рождество Пресвяти Богородици“.
Липсват сведения за престоя и поведението на духовника Йезекиил с мирско име хаджи Йордан Брадата в Иверския манастир. Очевидно става дума за кратък отрязък от време, оказал се достатъчен да го убеди, че по характер и житейски навици той не е с нагласата за строгите порядки на монашеската общност. В атмосферата на вътрешна раздвоеност новоограшеният монах решава да наруши дадения религиозен обет и да се върне отново към светския живот и семейството си в Елена. Изглежда го прави тайно от управата на манастира и монашеското братство, като самоволно напуска Атон и се озовава в родния край. Тази крайно осъдителна за каноните на източното православие постъпка на хаджи Йордан Брадата предизвиква отглас не толкова в родната Елена, колкото сред монашеските среди. Тя става известна на Цариградската патриаршия и оттам в началото на 1824 година тръгват строгите нареждания лицето, престъпило монашеския обет, да бъде арестувано и под стража изпратено в Цариград. Липсват документи и свидетелства как и доколко тогавашният търновски владика Иларион Критски е изпълнил патриаршеската заповед, как се е постъпило с хаджи Йордан Брадата. Но до арест и църковен съд не се е стига – вероятно като състоятелен човек той е изкупил вината си с някаква солидна сума.
Участието му във Велчовата завера е свързано както с подготовката, така и с потушаване на въстанието. Той не е просто един от съзаклятниците, а се налага като най-активната личност на идеята за съпротива през 20-30-те години в целия Еленски край. До голяма степен на него се дължи създаването на комитетите в редица от околните селища и махали, разпоредбата на задълженията при организирането и въоръжаването им – в самата Елена, в селата Буйновци, Кършовци и др. Безспорна и доказана е близостта му с Велчо Атанасов и Колю Гайтанджията от Търново, с Отец Зотик от Преображенския манастир, с йеромонах х. Сергий от Плаковския „Св. Илия“.
Липсват му сведения как точно е станало задържането на хаджи Йордан в началото на месец април 1835 година. Очевидно е, че разкритията го заварват в Елена. Едно от преданията говори, че се е „крил из къпиновските лозя около 15 дни и най-после бил издаден и хванат в колибите Харваловци до село Средни колиби“. Същото приема и Ст. Бобчев: „Казват, че хаджи Йордан се криел в колибите Харваловци до Плаковския манастир, отгдето избягал. Предала го една жена, когато се бил потулил в един плевник.“ В друго предание се споменава, че е бил арестуван в райна на Лясковец – Горна Оряховица. Възможно е залавянето на хаджи Йордан да е станало по-късно от ареста на капитан Мамарчев и отец Сергий в Плаковския манастир и на търновчани, но разликата по време едва ли е била повече от ден-два, тъй като според всички твърдения обесването му става заедно с Колю Гайтанджията на Марно поле. И при него присъдата е своеобразна мярка за мястото му сред съзаклятниците. Така хаджи Йордан Брадата завършва живота си като една от видните жертви на Велчовата завера. За него се знае, че оставя четири сина (Димитър, Иван, Христо, Сава) и две дъщери (Ана, Елисавета), които пренасят във времето по нещо от гражданската активност и патриотизма на бащата. Особено показателен със съдбата си е единият от синовете му – Христо, който продължава революционната му дейност чрез участието си през 60-те години в четите на Панайот Хитов и на Стефан Караджа.